# 수두대상포진바이러스
수두대상포진바이러스(varicella-zoster virus; VZV), 혹은 사람 알파헤르페스바이러스 3(Human alphaherpesvirus 3; HHV-3)은 수두를 일으키는 바이러스다. 청소년들에게 수두를, 성인에게 대상포진을 일으킨다. 수두바이러스, 대상포진바이러스 등의 이름으로도 불린다. 사람간 전염을 통해 전염되나, 외부 환경에서도 수시간부터 많게는 이틀까지 생존하기도 한다.
우선 허파에서 증식하며 다양한 증상을 일으킨다. 초기 감염증상인 수두가 지나고 나면 두개골 신경절, 배근 신경절, 자율신경절 등의 신경조직 잠복한다. 잠복한 바이러스들은 이후 조건이 갖춰지면 재활성화할 수 있다.

## 역학
초기 감염증은 수두로, 뇌염이나 폐렴(일차적인 바이러스성 폐렴이나 이차적인 세균성 폐렴), 기관지염 등의 호흡기 질환이 합병증으로 발생하기도 한다. 수두로부터 회복된 후에도 바이러스는 삼차신경절, 배근 신경절 등의 신경계통에 잠복한다.
호흡기를 통해 신체로 침투하며, 10~21일간의 증식 후에 피부와 말초신경계통을 감염시켜 3~4일간 증상을 일으킨다. 발진이 나타나기 하루이틀전에 가장 전염성이 높다. 고름으로 가득찬 수포가 증상으로 나타날 수 있다. 발진은 얼굴이나 목, 등 하부에까지 미치며 흉부나 어깨에 도달하기도 한다. 대상포진은 주로 허리에서 나타난다.
10~20%는 살아가면서 바이러스 재활성화를 겪는데 이것이 바로 대상포진이다. 또한 2013년의 조사에 의하면 스위스에서 10만명 중 1.02명, 스웨덴에서 매년 10만명 중 1.8명에서 중추신경계를 감염시킨 사례가 발견되었다.
대상포진후 신경통, 양성 재발성 수막염, 다발성 대상포진(zoster multiplex), 척수염, 안구헤르페스, 무발진대상포진 등의 심각한 합병증이 나타날 수 있으며, 뇌 동맥에 염증이 생긴 경우 뇌졸중으로 이어질 수 있다. 람세이헌트증후군 2형의 경우 슬상신경절에 영향을 줘 휘하의 안면 신경들에 병변을 일으킬 수 있다. 이 경우 혀나 귀에 대상포진이 생기거나, 얼굴의 한 쪽에 마비증상이나 청력 상실이 올 수 있다. 임신 초기에 감염되면 태아가 심각한 손상을 입어 라이 증후군 등을 일으킬 수 있다. 아스피린을 통해 일부 경감할 수 있다.

## 형태
단순포진바이러스와 유전체의 많은 부분을 공유한다. 외피 당단백질중 gD를 제외한 gB, gC, gE, gH, gI, gK, gL가 모두 단순포진바이러스와 일치한다. 또한 단순포진바이러스에서 잠복에 도움을 주는 전사체인 잠복연관전사체(latency-associated transcripts; LAT)가 수두대상포진바이러스에서는 발견되지 않는다.

## 유전체
1986년에 서열이 분석되었다. 선형 이중가닥 DNA를 가지며, 해당 분석에서는 124,884개의 염기로 이루어졌다는 결과가 나왔다. S조각의 방향에 따라 P형과 IS(S 역전)형으로 나뉘며 거의 비슷한 비율로 존재한다. 대략 5~10%의 확률로 L조각에도 역전이 발생하여 IL과 ILS를 포함한 총 4개의 이성질체가 존재하게 된다. 단순포진바이러스에서는 L역전과 S역전이 비슷한 비율로 나타나는데, 어째서 이러한 차이가 나타나는지는 아직 알려지지 않았다. 또한 원형의 유전체를 가진 개체들도 존재한다는 사실이 알려졌는데, 단순포진바이러스와 다르게 그 이유는 아직 알려지지 않았다. 대략 70개의 오픈 리딩 프레임이 존재한다.
최소 다섯 개의 계통군이 존재한다. 계통군 1과 3은 유럽/북아메리카에서, 계통군 2는 아시아(특히 일본)에서, 계통군 5는 인도에서 주로 발견되는 바이러스주(strain)이다. 계통군 4는 일단 유럽에서 발견되나 정확한 지리적 분포는 아직 밝혀지지 않았다.

## 같이 보기
- 헤르페스 심플렉스 바이러스